# Traité de Nagyvárad
Le traité de Nagyvárad (Großwardein ou Oradea) est un agrément secret de paix entre l'empereur germanique Ferdinand I de Habsbourg et Jean-Sigismond Zápolya, voïvode de Transylvanie, rivaux dans la course au trône de Hongrie au XVIe siècle, après la défaite de Mohács. Le traité a été signé à Großwardein/Nagyvárad/Oradea (aujourd'hui en Roumanie) le 24 février 1538.

## Contenu du traité
En échange du renoncement du voïvode de Transylvanie au titre de roi de Hongrie, le traité de Großwardein/Nagyvárad/Oradea érige la principauté de Transylvanie, officiellement vassale de la Hongrie, en État indépendant de fait, ce qui fait que les historiens hongrois modernes préfèrent l'appeler « royaume de Hongrie orientale », d'autant que son territoire est agrandi de parties de la Hongrie orientale. La Principauté reste nominalement vassale des souverains de la Hongrie, donc, en pratique, des Habsbourg à partir de ce traité, qui la reconnaît par ailleurs également vassale de l'Empire ottoman, alors gouverné par Soliman le Magnifique.

## Suites
En août 1570, dernière année du règne de Jean-Sigismond, le Traité de Spire, par ses articles concernant Zápolya et Maximilien II de Habsbourg (qui régnait alors sur la Hongrie royale) officialise de jure le statut de la principauté de Transylvanie agrandie, comme sujet de droit international reconnu par les autres puissances jusqu'à son intégration dans l'Empire des Habsbourg en 1699.

## Interprétations divergentes
L'historiographie hongroise moderne considère qu'en termes de droit public, le traité de Großwardein/Nagyvárad/Oradea ne fait pas de la principauté de Transylvanie un État souverain car, même pourvue d'institutions et de forces propres, elle est de jure une partie du royaume de Hongrie, tandis que l'historiographie roumaine, pour sa part, considère la Principauté comme un État distinct, vassal de la Hongrie jusqu'au traité de Spire, mais en fait indépendant de 1538 à 1699, puis vassal des Habsbourg après 1699, transformé en grand-duché autrichien en 1711 et aboli en 1867 lors de l'établissement de l'Autriche-Hongrie, : ce second point de vue s'appuie entre autres arguments sur la formulation du traité de Spire qui reconnait Jean-Sigismond comme « princeps Transsylvaniae et partium regni Hungariae dominus » (« Prince de Transylvanie et seigneur de parties du Royaume de Hongrie ») faisant ainsi une distinction entre principauté de Transylvanie et Hongrie orientale.